# ICD-10 Kapitel XVII - Medfødte misdannelser og kromosomanomalier
ICD-10 Kapitel XVII – Medfødte misdannelser og kromosomanomalier  er det syttende kapitel i ICD-10 kodelisten. Kapitlet indeholder medfødte misdannelser og kromosomanomalier.
| Kapitel XVII – Medfødte misdannelser og kromosomanomalier (Q00-Q99)                      |
| Q00-Q07 - Medfødte misdannelser i nervesystemet                                          |
| ---------------------------------------------------------------------------------------- |
| Q00 - Mangel på hjerne og lignende misdannelser                                          |
| Q01 - Hjernebrok                                                                         |
| Q02 - Mikrocefali                                                                        |
| Q03 - Medfødt hydrocefalus                                                               |
| Q04 - Andre medfødte misdannelser af hjernen                                             |
| Q05 - Spina bifida                                                                       |
| Q06 - Andre medfødte misdannelser i rygmarv                                              |
| Q07 - Andre medfødte misdannelser i nervesystemet                                        |
| Q10-Q18 - Medfødte misdannelser i øje, øre, ansigtet og på halsen                        |
| Q10 - Medfødte misdannelser af øjenlåg, tåreapparat og øjenhule                          |
| Q11 - Manglende, lille og stort øjeæble                                                  |
| Q12 - Medfødte misdannelser i øjets linse                                                |
| Q13 - Medfødte misdannelser i forreste del af øje                                        |
| Q14 - Medfødte misdannelser i bageste del af øje                                         |
| Q15 - Andre medfødte misdannelser i øje                                                  |
| Q16 - Medfødte misdannelser i øre med nedsat hørelse                                     |
| Q17 - Andre medfødte misdannelser i øre                                                  |
| Q18 - Andre medfødte misdannelser i ansigt og hals                                       |
| Q20-Q28 - Medfødte misdannelser i kredsløbsorganer                                       |
| Q20 - Medfødte misdannelser af hjertekamre                                               |
| Q21 - Medfødte misdannelser af hjerteskillevæg                                           |
| Q22 - Medfødte misdannelser af pulmonal- og trikuspidalklapper                           |
| Q23 - Medfødte misdannelser af aorta- og mitralklapperne                                 |
| Q24 - Andre medfødte misdannelser i hjerte                                               |
| Q25 - Medfødte misdannelser i de store arterier                                          |
| Q26 - Medfødte misdannelser i de store vener                                             |
| Q27 - Andre medfødte misdannelser i det perifere kredsløb                                |
| Q28 - Andre medfødte misdannelser i kredsløbsorganerne                                   |
| Q30-Q34 - Medfødte misdannelser i åndedrætsorganer                                       |
| Q30 - Medfødte misdannelser i næsen                                                      |
| Q31 - Medfødte misdannelser i strubehovedet                                              |
| Q32 - Medfødte misdannelser i luftrør og bronkier                                        |
| Q33 - Medfødte lungemisdannelser                                                         |
| Q34 - Andre medfødte misdannelser i åndedrætsorganer                                     |
| Q35-Q37 - Ganespalte og læbespalte                                                       |
| Q35 - Ganespalte                                                                         |
| Q36 - Læbespalte                                                                         |
| Q37 - Læbe-gumme-ganespalte                                                              |
| Q38-Q45 - Andre medfødte misdannelser i fordøjelsesorganer                               |
| Q38 - Andre medfødte misdannelser i tunge, mund og svælg                                 |
| Q38.1 - Ankyloglossi, også kaldet stramt tungebånd.                                      |
| Q39 - Medfødte misdannelser i spiserør                                                   |
| Q40 - Andre medfødte misdannelser i øvre fordøjelsesorganer                              |
| Q41 - Agenesi, atresi og medfødt stenose af tyndtarm                                     |
| Q42 - Agenesi, atresi og medfødt stenose af tyktarm, endetarm og analkanal               |
| Q43 - Andre medfødte misdannelser i tarmkanalen                                          |
| Q44 - Medfødte misdannelser i galdeblære, galdegange og lever                            |
| Q45 - Andre medfødte misdannelser i fordøjelsesorganer                                   |
| Q50-Q56 - Medfødte misdannelser i kønsorganer                                            |
| Q50 - Medfødte misdannelser i æggestokke, æggeledere og livmoderens ligamenter           |
| Q51 - Medfødte misdannelser i livmoder og livmoderhals                                   |
| Q52 - Andre medfødte misdannelser i kvindelige kønsorganer                               |
| Q53 - Manglende nedsynkning af testikler                                                 |
| Q54 - Hypospadi                                                                          |
| Q55 - Andre medfødte misdannelser i mandlige kønsorganer                                 |
| Q56 - Interseksualitet og pseudohermafroditisme                                          |
| Q60-Q64 - Medfødte misdannelser i urinvejene                                             |
| Q60 - Helt og delvist manglende nyre                                                     |
| Q61 - Cystenyre                                                                          |
| Q62 - Medfødte afløbshindringer i nyrebækken og medfødte misdannelser i urinleder        |
| Q63 - Andre medfødte misdannelser i nyre                                                 |
| Q64 - Andre medfødte misdannelser i urinveje                                             |
| Q65-Q79 - Medfødte misdannelser i knogler og muskler                                     |
| Q65 - Medfødte misdannelser i hofte                                                      |
| Q66 - Medfødte misdannelser i fod                                                        |
| Q67 - Medfødte misdannelser i knogler og muskler i hoved, ansigt, rygsøjle og brystkasse |
| Q68 - Andre medfødte misdannelser i muskler og knogler                                   |
| Q69 - Overtallige fingre og tæer                                                         |
| Q70 - Sammenvoksning af fingre og tæer                                                   |
| Q71 - Mangelfuld udvikling af overekstremitet                                            |
| Q72 - Mangelfuld udvikling af underekstremitet                                           |
| Q74 - Andre medfødte misdannelser af arme og ben                                         |
| Q75 - Andre medfødte misdannelser af knogler i kranie og ansigt                          |
| Q76 - Medfødte misdannelser i rygsøjle og brystkasse                                     |
| Q77 - Mangelfuld vækst af knoglevæv og brusk i rørknogler og rygsøjle                    |
| Q78 - Andre former for mangelfuld udvikling af knogle og brusk                           |
| Q79 - Medfødte misdannelser i muskler og knogler IKA                                     |
| Q80-Q89 - Andre medfødte misdannelser                                                    |
| Q80 - Medfødt iktyose                                                                    |
| Q81 - Epidermolysis bullosa                                                              |
| Q82 - Andre medfødte misdannelser af hud                                                 |
| Q83 - Medfødte misdannelser af mamma                                                     |
| Q84 - Andre medfødte misdannelser af huddækket                                           |
| Q85 - Tumoragtige dannelser på nervesystemet                                             |
| Q86 - Medfødte misdannelsessyndromer med kendte årsager IKA                              |
| Q87 - Andre specificerede medfødte misdannelsessyndromer i flere organsystemer           |
| Q89 - Andre medfødte misdannelser IKA                                                    |
| Q90-Q99 - Kromosomanomalier IKA                                                          |
| Q90 - Downs syndrom                                                                      |
| Q91 - Edwards syndrom og Pataus syndromer                                                |
| Q92 - Andre trisomier og partielle trisomier i autosomale kromosomer IKA                 |
| Q93 - Autosomale deletioner og monosomier IKA                                            |
| Q95 - Balancerede ombytninger i kromosomer og kromosommarkører IKA                       |
| Q96 - Turners syndrom                                                                    |
| Q97 - Andre kønskromosomanomalier med kvindelig fænotype IKA                             |
| Q98 - Andre kønskromosomanomalier med mandlig fænotype IKA                               |
| Q99 - Andre kønskromosomanomalier IKA                                                    |

| Lægevidenskab | Spire Denne artikel om lægevidenskab er en spire som bør udbygges. Du er velkommen til at hjælpe Wikipedia ved at udvide den. |